# Nicholle Tom
Nicholle Marie Tom (Hinsdale, 23 marzo 1978) è un'attrice e doppiatrice statunitense, nota soprattutto per aver interpretato il personaggio di Maggie Sheffield nella sit-com La tata.

## Biografia
Nicholle nasce a Hinsdale, Illinois, da Marie e Charles Tom, ora divorziati. Ha un fratello gemello, David, ed una sorella più grande di due anni e mezzo, Heather, i quali hanno vinto un Emmy per la loro interpretazione nel film della CBS The Young and the Restless.
Prima di diventare famosa per aver recitato nella sit-com La Tata, Nicholle ha preso parte alla serie televisiva Beverly Hills 90210, nella quale ha interpretato Sue, sorella di Scott Scanlon. Inoltre, fra il 1992 ed il 1993, ha recitato nel film Beethoven e nel suo sequel Beethoven 2, nel ruolo di Ryce Newton, che ha anche doppiato nella serie animata. Non apparirà in Beethoven 3 ed in Beethoven 4 perché ormai troppo grande per questo specifico ruolo.
Successivamente, ha dato la sua voce a Supergirl in una serie televisiva DC Animated Universe. Nel 2000, ha recitato in due film, Ice Angel e Panic. Nel 2001, invece, ha interpretato una giovane reporter di nome Cassie in Pretty Princess.
Nel 2008, ha preso parte al film Her Only Child ed ha recitato in un episodio della serie televisiva Cold Case, che è andato in onda il 4 maggio. Per due anni, ha ricoperto il ruolo di Tara Wentzel nella serie The Minor Accomplishments of Jackie Woodman. Nel 2013, è presente in due episodi del telefilm Masters of Sex.

## Filmografia

### Cinema
- Beethoven, regia di Brian Levant (1992)
- Beethoven 2 (Beethoven's 2nd), regia di Rod Daniel (1993)
- Season of Change, regia di Robin P. Murray (1994)
- Figlia e ribelle (What Kind of Mother Are You?), regia di Noel Nosseck (1996)
- The Sterling Chase, regia di Tanya Fenmore (1999)
- Panic, regia di Henry Bromell (2000)
- Rave, regia di Ron Krauss (2000)
- Urban Chaos Theory, regia di Dan Harris (2000) - corto
- Pretty Princess (The Princess Diaries), regia di Garry Marshall (2001)
- Robbie's Brother, regia di Wendy Bott e Tom Dorfmeister (2001)
- In Memory of My Father, regia di Chris Jaymes (2005)
- Bottoms Up, regia di Erik MacArthur (2006)
- The Strange Case of Dr. Jekyll and Mr. Hyde, regia di John Carl Buechler (2006)
- My Family's Secret, regia di Curtis Crawford (2010)
- Just Like Her, regia di Eddie DeLeon (2011) - corto
- Hang Loose, regia di Ryan Kawamoto (2012)
- Mi corazón, regia di Marielle Woods (2014) - corto
- Private Number, regia di LazRael Lison (2014)
- The Sterling Chase, regia di Tanya Fenmore (2017)
- F the Prom, regia di Benny Fine (2017)

### Televisione
- Jim Henson Presents Mother Goose Stories - serie TV (1987)
- Willy, il principe di Bel-Air (The Fresh Prince of Bel-Air) - serie TV, 1 episodio (1991)
- Beverly Hills 90210 - serie TV, 4 episodio (1992)
- Ho sposato un assassino (Murder in the Family), regia di Paul Wendkos - film TV (1993)
- La tata (The Nanny) - serie TV, 145 episodi (1993-1999)
- Seduzione indecente (For My Daughter's Honor), regia di Alan Metzger - film TV (1996)
- Ragazzo padre (Unwed Father), regia di Michael Switzer - film TV (1997)
- Welcome to Paradox - serie TV, 1 episodio (1998)
- Tutta colpa di un angelo (Ice Angel), regia di George Erschbamer - film TV (2000)
- Squadra Med - Il coraggio delle donne (Strong Medicine) - serie TV, 1 episodio (2003)
- The Book of Ruth, regia di Bill Eagles - film TV (2004)
- Windfall - serie TV, 3 episodi (2006)
- The Minor Accomplishments of Jackie Woodman - serie TV, 16 episodi (2006-2007)
- The Wedding Bells - serie TV, 2 episodi (2007)
- Burn Notice - Duro a morire (Burn Notice) - serie TV, 1 episodio (2007)
- Maternal Obsession (Her Only Child), regia di Douglas Jackson - film TV (2008)
- Criminal Minds - serie TV, 3x14 (2008)
- Cold Case - Delitti irrisolti (Cold Case) - serie TV, episodio 5x18 (2008)
- The Mentalist - serie TV, 1 episodio (2009)
- Senza traccia (Without a Trace) - serie TV, 1 episodio (2009)
- Mental - serie TV, 1 episodio (2009)
- Something Evil Comes, regia di Ron Oliver - film TV (2009)
- Castle - serie TV, episodio 2x20 (2010)
- I Met a Producer and Moved to L.A., regia di Alison Priestley - film TV (2011)
- Fatal Performance, regia di George Erschbamer - film TV (2013)
- Masters of Sex - serie TV, 2 episodi (2013)
- Gotham - serie TV, 1 episodio (2015)
- Survivor's Remorse - serie TV, 1 episodio (2015)
- In diretta con l'assassino (Murder Unresolved), regia di Jason Bourque - film TV (2016)

## Doppiaggio
- Beethoven - serie TV, 13 episodi (1994)
- Batman - Cavaliere della notte (The New Batman Adventures) - serie TV, 1 episodio (1998)
- Superman (Superman: The Animated Series) - serie TV, 5 episodi (1998-2000)
- Justice League - serie TV, 5 episodi (2004-2006)

## Doppiatrici italiane
Nelle versioni in italiano delle opere in cui ha recitato, Nicholle Tom è stata doppiata da:
- Laura Latini in Figlia e ribelle, Cold Case - Delitti irrisolti
- Selvaggia Quattrini in Gotham, Good American Family
- Federica De Bortoli in Beethoven
- Manuela Cenciarelli in Beethoven 2
- Ilaria Latini in Ho sposato un assassino
- Paola Valentini in La tata
- Claudia Pittelli in Ragazzo padre
- Barbara De Bortoli in Tutta colpa di un angelo
- Roberta Greganti in Criminal Minds
- Daniela Abbruzzese in Burn Notice - Duro a morire
- Emanuela Damasio in Mental
- Rachele Paolelli in Fatal Performance

Da doppiatrice è sostituita da:
- Emanuela Pacotto in Beethoven
- Laura Latini in Superman (s.2)
- Perla Liberatori in Superman (s.3)